# Shobhaa De
Shobhaa De (z domu Rajadhyaksha, dawniej Kilachand, ur. 7 stycznia 1948 w Mumbaju ) – indyjska pisarka i publicystka określana mianem „Jackie Collins Indii”.   

## Życiorys
Urodziła się w rodzinie braminów posługujących się językiem marathi. Jej ojciec był sędzią okręgowym, a matka zajmowała się domem. Jest najmłodsza z czwórki rodzeństwa, ma dwie siostry i brata. 
Dorastała w Bombaju, gdzie uczęszczała do Queen Mary School. Ukończyła Saint Xavier's College.
W wieku 17 lat rozpoczęła karierę modelki, którą kontynuowała przez pięć lat. Mając 20 lat, zaczęła pisać felietony i artykuły dla czasopism społecznych. W wieku 23 lat założyła magazyn Stardust poświęcony Bollywood.
W latach 80. XX wieku współpracowała z The Times of India. Od tego czasu publikuje w prasie felietony. 
W 2016 Ankita Shukla napisała w The Times of India, że w swoich powieściach Shobhaa De prezentuje różne sylwetki kobiet: od tradycyjnych, podporządkowanych i marginalizowanych do niezwykle nowoczesnych i wyzwolonych. Akcja powieści De opiera się na motywie życia w mieście, realistycznie je odmalowując. W 1992 Mark Fineman z Los Angeles Times określił De najlepiej sprzedającą się anglojęzyczną powieściopisarką w Indiach. W 2007 Urmee Khan napisał w The Guardian: „Jej książki są przesiąknięte wieloletnią obserwacją Bollywood”, opisując świat, w którym prym wiodą władza, chciwość, pożądanie i seks.
W 2010 wraz z Penguin Books stworzyła wydawnictwo Shobhaa De Books.
Uczestniczyła w festiwalach literackich, m.in. w Festiwalu Literatury w Bengaluru. 
Dwukrotnie wyszła za mąż: po ukończeniu studiów za Sudhira Vrajlala Kilachanda, z którym ma syna Adityę i córkę Avantikę, a po rozwodzie za Dilipa De, bengalskiego biznesmena z branży żeglugowej. Doczekali się dwóch córek, Arundhati i Anandity.

## Książki
- Srilaaji – Diary of a Marwari Matriarch, Simon & Schuster (2020)
- Lockdown Laisons (2020)
- Small Betrayals − Hay House India, New Delhi, 2014
- Seventy And to Hell with It (2017)
- Shobhaa: Never a Dull De − Hay House India, New Delhi, 2013
- Shethji −2012
- Shobhaa at Sixty − Hay House(inne języki) India, New Delhi, 2010
- Sandhya's secret −2009
- Superstar India – From Incredible to Unstoppable
- Strange Obsession
- Snapshots
- Spouse: The truth about marriage (2005)
- Speedpost(inne języki) – Penguin, New Delhi. 1999.
- Surviving Men – Penguin, New Delhi, 1998
- Selective Memory – Penguin, New Delhi. 1998.
- Second Thoughts(inne języki) – Penguin, New Delhi. 1996.
- Small betrayals – UBS Publishers' Distributors, 1995
- Shooting from the hip – UBS, Delhi, 1994.
- Sultry Days – Penguin, New Delhi. 1994.
- Sisters – Penguin, New Delhi. 1992.
- Starry Nights(inne języki) – 1989, India, Penguin, New Delhi